# 胡吉吐莫镇

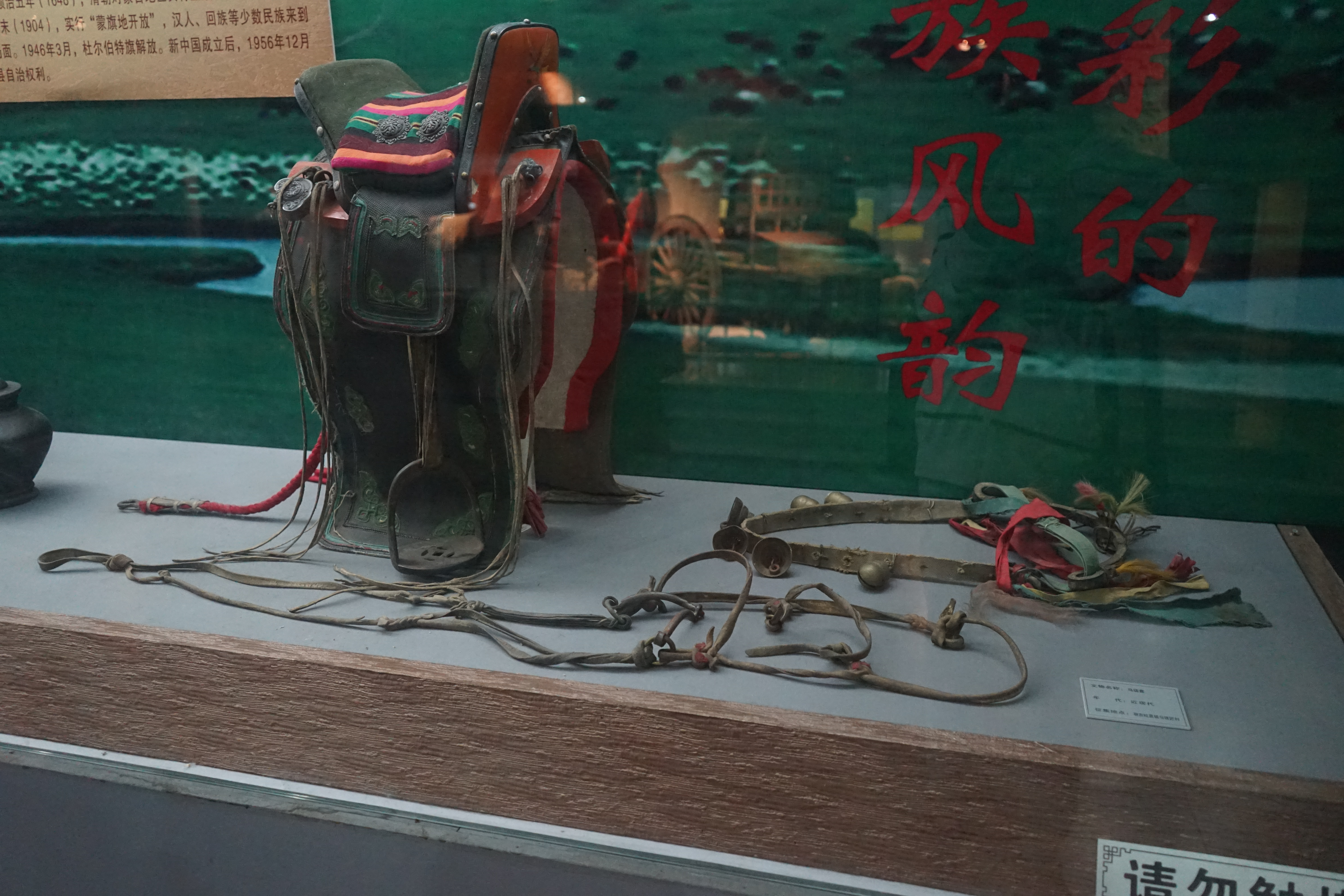
马珑套。近现代。胡吉吐莫镇马铁匠村征集

胡吉吐莫镇，是中华人民共和国黑龙江省大庆市杜尔伯特蒙古族自治县下辖的一个乡镇级行政单位。

## 行政区划
胡吉吐莫镇下辖以下地区：
胡吉吐莫村、好田格勒村、泊泊里村、东吐莫村、扫力毛德村和赛罕他拉村。